# Rümlang
Rümlang är en ort och kommun i distriktet Dielsdorf i kantonen Zürich, Schweiz. Kommunen har 8 194 invånare (2023).